# Grilo
Grilo ist eine Gemeinde im Norden Portugals.
Grilo gehört zum Kreis Baião im Distrikt Porto, besitzt eine Fläche von 5,9 km² und hat 472 Einwohner (Stand 19. April 2021).